# Bélgica en los Juegos Olímpicos de Los Ángeles 1984
Bélgica estuvo representada en los Juegos Olímpicos de Los Ángeles 1984 por un total de 63 deportistas que compitieron en 14 deportes.  
El portador de la bandera en la ceremonia de apertura fue el jinete Edgar Henri Cuepper.

## Medallistas
El equipo olímpico belga obtuvo las siguientes medallas:
| Nombre                         | Deporte           | Competición              |
| ------------------------------ | ----------------- | ------------------------ |
| Oro                            |                   |                          |
| Roger Ilegems                  | Ciclismo en pista | Carrera por puntos M     |
| Plata                          |                   |                          |
| Dirk Crois Pierre-Marie Deloof | Remo              | Doble scull (M2x) M      |
| Bronce                         |                   |                          |
| Ingrid Lempereur               | Natación          | 200 m braza F            |
| Ann Haesebrouck                | Remo              | Scull individual (W1x) F |